# Городовиковский район
Городовико́вский район (калм. Башнтан улс) (с 1930 по 1960 год — Западный район) — административно-территориальная единица в составе Республики Калмыкия Российской Федерации, в границах которой образован муниципальный район Городовиковское районное муниципальное образование.
Административный центр — город Городовиковск.

## География
Площадь территории района — 1 099 км². Расстояние от районного центра до г. Элиста — 251 км. В районе — развитая сеть автодорог. Основные автодороги — Сальск—Городовиковск, Городовиковск—Тахта (на Ипатово), Городовиковск—Яшалта, Городовиковск—Родыки (на Ставрополь и Красногвардейское).
Район граничит на северо-востоке с Яшалтинским районом, на юго-востоке и юге — со Ставропольским краем, на западе и севере — с Ростовской областью.
Основные реки — Егорлык, Башанта, Большой Гок. В юго-восточной части района расположено Городовиковское водохранилище. На северо-востоке — лиман Малый Бурукшун.
Район находится на северо-западной окраине Ставропольской возвышенности.

## История
25 ноября 1920 года Большедербетовский улус вошёл в состав Калмыцкой автономной области. До 1917 года Большедербетовский улус находился в ведении Медвеженского уезда Ставропольской губернии. В декабре 1917 года в улусе была установлена советская власть. Центр улуса — улусная ставка Башанта (ныне — Городовиковск). Территория Большедербетовского улуса составляла 3278 кв.км., в 1925 году население составляло 25,7 тысяч. В состав улуса входили следующие аймаки: Абганеры, Абганер-гаханкины, Багабурулы, Будульчинеры, Бюдермис — Кебюты, 2-й Багатугтун, Башанта, 1-й Икичоносы, 2-й Багатугтун, 1-й Икитугтун, 2-й Икитугтун, 1-й Багатугтун. В 1925 году Бюдермис-Кюбетовский аймак переименован в Цоросовский, Багабурульский — в Икитугтуновский.
В 1922—1926 годах в Большедербетовский улус переселены калмыки из Сальского округа Донской области, Терской, Оренбургской губерний, появились новые населённые пункты Дон-Урал, Кумский, Цевднякин, Борна, Денисовка, Потап-Беляевский и др.
30 марта 1930 года Большедербетовский улус переименован в Западный улус (район), в 24 января 1938 года Западный улус разделён на Западный и Яшалтинский улусы. По состоянию на 1943 год в состав улуса входило 6 сельсоветов и 1 поссовет.
| Административное деление по состоянию на 1943 год | Административное деление по состоянию на 1943 год | Административное деление по состоянию на 1943 год          | Административное деление по состоянию на 1943 год |
| N п/п                                             | Сельсовет                                         | Населённые пункты                                          |                                                   |
| ------------------------------------------------- | ------------------------------------------------- | ---------------------------------------------------------- | ------------------------------------------------- |
| 1                                                 | 1-й Ики-Тугтуновский                              | посёлки 1-й Ики-Тугтун, Оренбургский                       |                                                   |
| 2                                                 | 2-й Ики-Тугтуновский                              | посёлки Ахнуд, Кюкин-Сала, Новобурул, Фриденталь, Шин-Тёрл |                                                   |
| 3                                                 | Абганеровский                                     | посёлки Верхний Абганер, Дон-Урал, Кумский, Нижний Абганер |                                                   |
| 4                                                 | Бага-Бурульский                                   | посёлок Бага-Бурул                                         |                                                   |
| 5                                                 | Башантинский поссовет                             | рабочий посёлок Башанта                                    |                                                   |
| 5                                                 | Бюдермис-Кубетовский                              | посёлки Зюнгар-Кюбетовский, Кердата, Шин-Бядл, Цевднякин   |                                                   |
| 6                                                 | Цоросовский                                       | посёлки Бичкин, Потап-Беляевский, Розенталь, Цорос         |                                                   |

Примечание: полужирным выделены административные центры сельских советов.

28 декабря 1943 года калмыцкое население было депортировано, Западный улус Калмыцкой АССР был передан Ростовской области. В составе Ростовской области получил название Западный район. В 1957 году Западный район возвращён в состав Калмыцкой автономной области, возвращены калмыцкие названия сёл Бага-Бурул, Цорос, Кердата (ныне пос. Амур-Санан), Шин-Бядл.
В апреле 1960 года Западный район Калмыцкой АССР был переименован в Городовиковский район.
23 марта 1981 года за производственные достижения колхоз имени Чапаева Городовиковского района Калмыцкой АССР был награждён орденом Трудового Красного Знамени.

## Население
Распределение населения района
 Городовиковск (60,13 %) Виноградное (16,44 %) Лазаревский (8,02 %) Чапаевское (5,13 %) Весёлое (5,06 %) Южный (3,84 %) Розенталь (1,89 %) Остальные (−0,51 %)
| 1939    | 1959    | 1970    | 1979    | 1989    | 2000    | 2002    | 2008    | 2009    |
| ------- | ------- | ------- | ------- | ------- | ------- | ------- | ------- | ------- |
| 11 387  | ↗16 024 | ↗21 258 | ↘20 922 | ↘20 895 | ↘19 326 | ↘19 322 | ↘17 784 | ↘17 454 |
| 2010    | 2011    | 2012    | 2013    | 2014    | 2015    | 2016    | 2017    | 2018    |
| ↘17 295 | ↘17 254 | ↘16 845 | ↘16 479 | ↘16 166 | ↘15 979 | ↘15 787 | ↘15 707 | ↘15 533 |
| 2019    | 2020    | 2021    | 2024    |         |         |         |         |         |
| ↘15 361 | ↘15 150 | ↘13 793 | ↘13 573 |         |         |         |         |         |

Согласно прогнозу Минэкономразвития России, численность населения будет составлять:
- 2024 — 14,59 тыс. чел.
- 2035 — 12,34 тыс. чел.

### Урбанизация
В городских условиях (город Городовиковск) проживают 60.13 % населения района.
Изменение численности населения и доля городского населения по данным всесоюзных и всероссийских переписей:

### Национальный состав
| Русские                                                                   | 6 205 (54,5 %) | 10 018 (57,9 %) |
| Калмыки                                                                   | 3 982 (35,0 %) | 4 342 (25,1 %)  |
| Турки-месхетинцы                                                          | …              | 1 107 (6,4 %)   |
| Немцы                                                                     | 971 (8,5 %)    | 376 (2,2 %)     |
| Украинцы                                                                  | 84 (0,7 %)     | 291 (1,7 %)     |
| Армяне                                                                    | …              | 137 (0,8 %)     |
| Показаны народы c численностью более 100 человек по состоянию на 2010 год |                |                 |

По итогам переписи населения 2020 года проживали следующие национальности (национальности менее 0,1 % и другое см. в сноске к строке «Другие»):
| Национальность   | Численность, чел. | Доля     |
| ---------------- | ----------------- | -------- |
| Русские          | 7683              | 55,70 %  |
| Калмыки          | 3512              | 25,46 %  |
| Турки            | 1236              | 8,96 %   |
| Немцы            | 203               | 1,47 %   |
| Украинцы         | 97                | 0,70 %   |
| Армяне           | 79                | 0,57 %   |
| Цыгане           | 77                | 0,56 %   |
| Корейцы          | 56                | 0,41 %   |
| Чеченцы          | 50                | 0,36 %   |
| Аварцы           | 48                | 0,35 %   |
| Белорусы         | 29                | 0,21 %   |
| Даргинцы         | 26                | 0,19 %   |
| Татары           | 24                | 0,17 %   |
| Азербайджанцы    | 22                | 0,16 %   |
| Казахи           | 20                | 0,15 %   |
| Турки-месхетинцы | 16                | 0,12 %   |
| Другие           | 615               | 4,46 %   |
| Итого            | 13 793            | 100,00 % |

## Муниципально-территориальное устройство
В Городовиковском районе 19 населённых пунктов в составе одного городского и шести сельских поселений:
| № | Городское и сельские поселения                      | Административный центр | Количество населённых пунктов | Население | Площадь, км² |
| - | --------------------------------------------------- | ---------------------- | ----------------------------- | --------- | ------------ |
| 1 | Городовиковское городское муниципальное образование | город Городовиковск    | 1                             | ↘8285     | 175,86       |
| 2 | Виноградненское сельское муниципальное образование  | село Виноградное       | 2                             | ↘1738     | 150,77       |
| 3 | Дружненское сельское муниципальное образование      | село Весёлое           | 2                             | ↘493      | 112,30       |
| 4 | Лазаревское сельское муниципальное образование      | посёлок Лазаревский    | 6                             | ↘1523     | 227,11       |
| 5 | Пушкинское сельское муниципальное образование       | село Чапаевское        | 2                             | ↘651      | 97,90        |
| 6 | Розентальское сельское муниципальное образование    | село Розенталь         | 1                             | ↘256      | 77,54        |
| 7 | Южненское сельское муниципальное образование        | посёлок Южный          | 5                             | ↘847      | 257,57       |

| №  | Населённый пункт | Тип     | Население | Муниципальное образование                           |
| -- | ---------------- | ------- | --------- | --------------------------------------------------- |
| 1  | Амур-Санан       | посёлок | ↘225      | Южненское сельское муниципальное образование        |
| 2  | Ахнуд            | посёлок | ↗57       | Виноградненское сельское муниципальное образование  |
| 3  | Бага-Бурул       | посёлок | ↘89       | Лазаревское сельское муниципальное образование      |
| 4  | Балковский       | посёлок | ↘67       | Лазаревское сельское муниципальное образование      |
| 5  | Бембишево        | посёлок | ↘295      | Лазаревское сельское муниципальное образование      |
| 6  | Большой Гок      | посёлок | ↘175      | Лазаревское сельское муниципальное образование      |
| 7  | Бурул            | посёлок | ↘153      | Южненское сельское муниципальное образование        |
| 8  | Весёлое          | село    | ↘687      | Дружненское сельское муниципальное образование      |
| 9  | Виноградное      | село    | ↗2232     | Виноградненское сельское муниципальное образование  |
| 10 | Городовиковск    | город   | ↗8161     | Городовиковское городское муниципальное образование |
| 11 | Дружное          | село    | →93       | Дружненское сельское муниципальное образование      |
| 12 | Лазаревский      | посёлок | ↗1089     | Лазаревское сельское муниципальное образование      |
| 13 | Передовой        | посёлок | ↘220      | Лазаревское сельское муниципальное образование      |
| 14 | Пушкинское       | село    | ↗131      | Пушкинское сельское муниципальное образование       |
| 15 | Розенталь        | село    | ↘256      | Розентальское сельское муниципальное образование    |
| 16 | Цорос            | посёлок | ↘118      | Южненское сельское муниципальное образование        |
| 17 | Чапаевское       | село    | ↘696      | Пушкинское сельское муниципальное образование       |
| 18 | Шин-Бядл         | посёлок | ↘182      | Южненское сельское муниципальное образование        |
| 19 | Южный            | посёлок | ↘521      | Южненское сельское муниципальное образование        |

### Упразднённые населённые пункты
Села Бригадное (до 1949 года — Зюнгар-Кюбетовский), Ковыльное (до 1949 года — Кюкин-Сала), Лиманное (до 1949 года — Потап-Беляевский, Потапо-Беляевское), Малое (до 1949 года — Бичкн, Бембдякин), Сухая Балка (до 1949 года — Цевднякин, Шуста).

## Экономика
Ведущее место в экономике района занимает агропромышленный комплекс. Основной отраслью сельского хозяйства является растениеводство. Сельскохозяйственное производство Городовиковского района представлено 7 СПК, 1 ОАО и 2 ООО.
На территории района осуществляют хозяйственную деятельность свыше 700 субъектов малого и среднего предпринимательства. Большая часть субъектов занята в сферах розничной торговли, автотранспортных услуг и бытового обслуживания населения.

## Известные жители и уроженцы
- Бембя Окунович Джимбинов — народный поэт Калмыкии.
- Антон Мудренович Амур-Санан — государственный и общественный деятель советской Калмыкии, публицист, основоположник калмыцкой советской литературы
- Чонов, Ефим Чонович (1887—1927) — видный общественный и политический деятель, юрист, историк, автор многочисленных трудов по военной истории калмыков.

## Археология
- В Городовиковском районе найдены поселения эпохи Хазарского каганата, датированные VII—VIII веками[49].
- Городище Башанта-I находится на озере Чапаевское (Цаган нур).
- В 8 км к юго-западу от Башанта-I, на берегу р. Егорлык, находится ещё один памятник того же времени названный Башанта-II[50].